# 沈士奇
沈士奇（？—？），字我贞，南直隶苏州府吴縣人。明朝政治人物。

## 生平
万历四十六年（1618年）戊午科应天乡试举人，天啓五年（1625年）乙丑科進士，授福建连江县知县，调广东饶平县，官至工部郎中。